# COPS2
COPS2 (англ. COP9 signalosome subunit 2) – білок, який кодується однойменним геном, розташованим у людей на короткому плечі 15-ї хромосоми. Довжина поліпептидного ланцюга білка становить 443 амінокислот, а молекулярна маса — 51 597.
| 10         |  | 20         |  | 30         |  | 40         |  | 50         |
| ---------- |  | ---------- |  | ---------- |  | ---------- |  | ---------- |
| MSDMEDDFMC |  | DDEEDYDLEY |  | SEDSNSEPNV |  | DLENQYYNSK |  | ALKEDDPKAA |
| LSSFQKVLEL |  | EGEKGEWGFK |  | ALKQMIKINF |  | KLTNFPEMMN |  | RYKQLLTYIR |
| SAVTRNYSEK |  | SINSILDYIS |  | TSKQMDLLQE |  | FYETTLEALK |  | DAKNDRLWFK |
| TNTKLGKLYL |  | EREEYGKLQK |  | ILRQLHQSCQ |  | TDDGEDDLKK |  | GTQLLEIYAL |
| EIQMYTAQKN |  | NKKLKALYEQ |  | SLHIKSAIPH |  | PLIMGVIREC |  | GGKMHLREGE |
| FEKAHTDFFE |  | AFKNYDESGS |  | PRRTTCLKYL |  | VLANMLMKSG |  | INPFDSQEAK |
| PYKNDPEILA |  | MTNLVSAYQN |  | NDITEFEKIL |  | KTNHSNIMDD |  | PFIREHIEEL |
| LRNIRTQVLI |  | KLIKPYTRIH |  | IPFISKELNI |  | DVADVESLLV |  | QCILDNTIHG |
| RIDQVNQLLE |  | LDHQKRGGAR |  | YTALDKWTNQ |  | LNSLNQAVVS |  | KLA        |

A: Аланін

C: Цистеїн

D: Аспарагінова кислота

E: Глутамінова кислота

F: Фенілаланін

G: Гліцин

H: Гістидин

I: Ізолейцин

K: Лізин

L: Лейцин

M: Метіонін

N: Аспарагін

P: Пролін

Q: Глутамін

R: Аргінін

S: Серин

T: Треонін

V: Валін

W: Триптофан

Кодований геном білок за функцією належить до фосфопротеїнів. 
Задіяний у такому біологічному процесі, як альтернативний сплайсинг. 
Локалізований у цитоплазмі, ядрі.